# Martin Hengel
Martin Hengel (Reutlingen, Baden-Würtenberg, 14 de diciembre de 1926 – 2 de julio de 2009), historiador de religiones, alemán, centrado en el "Período del Segundo Templo" o "Período Helénico" del Judaísmo y Cristianismo Primitivo.

## Biografía
Hengel creció en los alrededores de Aalen. En 1943, siendo un alumno de 17 años, fue reclutado por el Ejército Alemán y sirvió en una batería antiaérea en el Frente Occidental. En 1945, después de una de las batallas finales de la Segunda Guerra Mundial, tiró sus armas y uniforme y volvió a su hogar desde Francia, completando sus estudios en 1946. A fines de 1947 Hengel comenzó sus estudios teológicos en Tübingen, cambiando a la Universidad de Heidelberg en 1949. En 1951 obtuvo el título de Ministro Parroquial Luterano, pero en 1954 su padre expresó su oposición a esto e insistió en que se una a 'Hengella', el negocio familiar textil en Aalen, que fabrica ropa interior y lencería femenina.
Esto causó una lucha de diez años para Hengel, quien tuvo que estudiar cuando podía, fuera de sus horas laborales. La presión en su salud ocasionó una grave depresión. Él se refirió posteriormente, a estos diez años, como "años perdidos" y dio la impresión de casi tener un complejo de inferioridad por la cantidad de estudios que le habían obligado a perderse. Aun así, se mantuvo como director de la compañía hasta su muerte. En agosto de 1957 case Marianne Kistler.
Por un corto período pudo también dar una conferencia en una universidad teológica, y se desempeñó como un ayudante del Profesor Otto Michel en Tübingen, pero esto terminó en 1957 cuando fue enviado a dirigir una fábrica en Leicester para varios años. Continuó trabajando en su tesis doctoral en su tiempo libre. Hengel se graduó en 1959 con un doctorado en Filosofía. Completó su trabajo de posgrado en su tesis de Habilitación, un requisito para la enseñanza académica, en la Universidad de Tübingen en 1967. Su tesis fue acerca del Judaísmo y Helenismo. Fue profesor en la Universidad de Erlangen desde en 1968. En 1972 Hengel regresó a Tübingen para suceder al Profesor Michel.
Reconocido como uno de los estudiosos teológicos más grandes de su tiempo, Martin Hengel centralizó la mayoría de sus estudios al estudio del Nuevo Testamento así como a otras escrituras teológicas del cristianismo temprano. Hengel se especializó en el período temprano del judaísmo Rabínico incluyendo el cristianismo primitivo y los orígenes de cristianismo. A lo largo de sus escritos, Hengel reconoce abiertamente los desafíos involucrados en el desarrollar una minuciosa historia de la Cristiandad primitiva. Debido al hecho de que las fuentes disponibles para los estudiosos a menudo se encuentran sobreviviendo en fragmentos, como resultado, "la escasez de las fuentes vicia nuestro conocimiento de amplias áreas del mundo antiguo".  Hengel Por tanto desafía a estudiosos en su artículo, Elevando el Nivel: Una osada propuesta para el futuro del estudio evangelical del Nuevo Testamento, a profundizar en una investigación bíblica más extensa para asegurar la comprensión correcta de los textos establecidos. La Cristología de Hengel se esforzó por compartir una iluminación precisa acerca de quién fue Jesús y qué  hizo y buscó después, así como también la idea de que ‘el cristianismo emergió completamente desde dentro del judaísmo'. Después de su experiencia como soldado en la Segunda Guerra Mundial Hengel dijo:
"En cuanto a estos errores específicos que han afectado a mi propio país, hoy uno puede decir que, entre las más importantes ideas de nuestro campo de estudio desde la Segunda Guerra mundial, pertenece el reconocimiento de qué tan profundamente el cristianismo primitivo está arraigado en el judaísmo como su tierra natal. Esto implica que el estudio del judaísmo precristiano de la época helenística en su conjunto, es decir, desde el siglo IV aC en adelante, se va a incluir en nuestro campo de estudio. Aquí los estudiosos del Viejo y del Nuevo Testamento deben trabajar de la mano".
No solo Hengel deseó que los estudiosos "trabajen de la mano" sino que también era conocido por su apoyo a estudiosos de todos los orígenes.
En 1992 fue profesor Emérito del Nuevo Testamento y Judaísmo Primitivo en la Universidad de Tübingen. Este periodo del Judaísmo incluye cristianismo primitivo y el campo conocido como Orígenes cristianos. Mucho trabajo erudito actualmente está siendo realizado alrededor de la intersección del Helenismo, Judaísmo, Paganismo, y Cristianismo y las maneras en qué estos términos son potencialmente problemáticos para la era del Segundo Templo. Dicho trabajo en las dos o tres décadas pasadas continúa 50 años de trabajo de Hengel, quién reconceptualizó el enfoque académico para el periodo en trabajos tales como Judentum und Hellenismus, y otros estudios. 
Dentro de sus estudios del Judaísmo Rabínico y de los orígenes de la Cristiandad, Hengel exploró la dicotomía percibida entre Judaísmo y Helenismo. En su estudio, Judentum und Hellenismus,  documentó que la designación del apóstol Pablo exclusivamente bien sea como judío o Helenístico es un equívoco. Hengel sostiene en sus escritos que, a pesar de la retórica controversial de los estudiosos de Pablo junto con las comunidades Judías y Cristianas, debe reconocer el valor histórico de las epístolas de Pablo y del relato de Lucas sobre la vida de Pablo en los Hechos de los Apóstoles. Hengel reconoce la importancia de esta toma de conciencia debido a la multifacética visión proporcionada dentro de estos textos acerca de la Era del Segundo Templo y del Judaísmo Helénico del primer siglo.
Una gran parte de la investigación de Martin Hengel en el libro canónico los Hechos de los Apóstoles, se enfoca en la época en que Pablo pasa su vida entre Damasco y Antioquía acuñando estos años como "los años desconocidos". Entre los Hechos y las cartas de Pablo, Hengel, entre otros estudiosos, intenta reconstruir la extensión de la obra misionera de Pablo el apóstol. Hengel destaca a Pablo como un "apóstol para todas las naciones" (Rom 11:13) durante sus interpretaciones. También destaca el milagro de la preservación de las cartas de Pablo y reconoce, en correlación con el libro de los Hechos (que ubica las cartas dentro de un contexto histórico),  recibimos el "núcleo de toda una nueva forma de escritura teológica en el cristianismo primitivo… y por lo tanto también para el canon del Nuevo Testamento".
Considera que el relato tradicional de que el Evangelio de Marcos fue escrito por el intérprete de Pedro es esencialmente creíble.
Su Instituto para el Judaísmo Antiguo y Religión Helénica atrajo estudiosos de en todo el mundo, incluyendo Israel, y la Fundación Philip Melanchthon, que él fundó, acercó a jóvenes estudiosos al mundo de la Antigüedad Griega y Romana.
Recibió doctorados honorarios de las universidades de Uppsala, St Andrews, Cambridge, Durham, Estrasburgo y Dublín. Fue un miembro correspondiente de la Academia británica y la Real Academia Holandesa de Artes y Ciencias.
Hengel Murió a los 82 años de edad en Tübingen, y le sobrevive su esposa, Marianne.

## Obras
- Judentum und Hellenismus: Studien zu ihrer Begegnung unter Berücksichtigung Palästinas bis zur Mitte des 2 Jh.s v.Chr.. Tübingen: J.C.B. Mohr, 1973
- Judaism and Hellenism: Studies in Their Encounter in Palestine During the Early Hellenistic Period. 1st English ed. 2 vols. London: SCM Press, 1974.
- Crucifixion in the Ancient World and the Folly of the Message of the Cross. Philadelphia, Pa.: Fortress Press, 1977.
- Acts and the History of Earliest Christianity. London, SCM Press, 1979.
- Jews, Greeks, and Barbarians: Aspects of the Hellenization of Judaism in the Pre-Christian Period 1st American ed. Philadelphia, Pa.: Fortress Press, 1980.[14][15]
- The Charismatic Leader and His Followers. 1st English ed. New York, NY: The Crossroad Publishing Company, 1981.
- The Atonement: The Origins of the Doctrine in the New Testament. Philadelphia, Pa.: Fortress Press, 1981.[16]
- Between Jesus and Paul: Studies in the Earliest History of Christianity. London: SCM Press, 1983.
- The Zealots: Investigations into the Jewish Freedom Movement in the Period from Herod I until 70 A.D. Edinburgh: T. & T. Clark, 1989.[17]
- The 'Hellenization' of Judea in the First Century after Christ. London: SCM Press, 1989.
- The Johannine Question (en inglés). SCM Press. 1989. ISBN 9780334007951.[18]
- The Pre-Christian Paul (en inglés). SCM Press. 1991. ISBN 9780334024972.[19][20]
- The Four Gospels and the One Gospel of Jesus Christ: An Investigation of the Collection and Origin of the Canonical Gospels. 1st North American ed. Harrisburg, Pa.: Trinity Press International, 2000.[21][22]
- Septuagint As Christian Scripture (en inglés). A&C Black. 2004. ISBN 9780567082879.[23][24]
- (con  Anna Maria Schwemer) Jesus und das Judentum (Geschichte des frühen Christentums, Bd. 1). Tübingen: Mohr Siebeck, 2007.
- Saint Peter: The Underestimated Apostle (en inglés). Wm. B. Eerdmans Publishing. 2010. ISBN 9780802827180.[25][26]

### Ediciones en castellano
- El hijo de Dios: el origen de la cristología y la historia de la religión judeo-helenística. Ediciones Sígueme. 1978. ISBN 978-84-301-0707-0.
- Jesús y la violencia revolucionaria. Ediciones Sígueme. 1973. ISBN 978-84-301-0534-2.
- Propiedad y riqueza en el cristianismo primitivo: aspectos de una historia social de la Iglesia antigua. Desclée De Brouwer. 1983. ISBN 978-84-330-0617-2.
- Seguimiento y carisma. Editorial Sal Terrae. 1981. ISBN 978-84-293-0588-3.